# Noctueliopsis
Noctueliopsis is een geslacht van vlinders uit de familie van de grasmotten (Crambidae), uit de onderfamilie van de Odontiinae. De wetenschappelijke naam van dit geslacht is voor het eerst voorgesteld door Eugene Gordon Munroe in een publicatie uit 1961.

## Soorten
- Noctueliopsis aridalis (Barnes & Benjamin, 1922)
- Noctueliopsis atascaderalis (Munroe, 1951)
- Noctueliopsis australis (Dognin, 1910)
- Noctueliopsis brunnealis Munroe, 1972
- Noctueliopsis bububattalis (Hulst, 1886)
- Noctueliopsis decolorata Munroe, 1974
- Noctueliopsis grandis Munroe, 1974
- Noctueliopsis palmalis (Barnes & McDunnough, 1918)
- Noctueliopsis pandoralis (Barnes & McDunnough, 1914)
- Noctueliopsis puertalis (Barnes & McDunnough, 1912)
- Noctueliopsis rhodoxanthinalis Munroe, 1974
- Noctueliopsis virula (Barnes & McDunnough, 1918)